# Francisco I. Madero, Aldama
Francisco I. Madero är en ort i Mexiko.   Den ligger i kommunen Aldama och delstaten Tamaulipas, i den centrala delen av landet, 400 km norr om huvudstaden Mexico City. Francisco I. Madero ligger 86 meter över havet och antalet invånare är 562.
Terrängen runt Francisco I. Madero är platt. Runt Francisco I. Madero är det glesbefolkat, med 10 invånare per kvadratkilometer. Närmaste större samhälle är Aldama, 10,5 km norr om Francisco I. Madero. Trakten runt Francisco I. Madero består till största delen av jordbruksmark.